# Dendrophyllia oldroydae
Dendrophyllia oldroydae is een rifkoralensoort uit de familie van de Dendrophylliidae. De wetenschappelijke naam van de soort is voor het eerst geldig gepubliceerd in 1924 door Oldroyd.